# Dům Bedřicha Smetany
Dům Bedřicha Smetany (také Lázeňský dům Bedřicha Smetany) je čtyřhvězdičkový hotel na Lázeňském náměstí v Luhačovicích postavený v secesním slohu s kubistickými prvky v letech 1908–1910 podle návrhu architekta Emila Králíka. Nachází se 800 metrů od centra města a na pravém břehu řeky Šťávnice. Od roku 1958 je chráněn jako kulturní památka České republiky.
Původně měl hotel tvořit trojdílný komplex, ale uherskohradišťský stavitel Josef Schaniak nakonec postavil jen jeho střední část. (V roce 1908 v Luhačovicích postavil Josef Schaniak také Lázeňské divadlo.) Budova později prošla několika rekonstrukcemi. Tu poslední podle původních plánů provedla v letech 1993–1995 akciová společnost Lázně Luhačovice. Čtyřpodlažní budova má obdélníkový půdorys. Na východní straně je členité symetrické průčelí. Před hotelem je umístěna Bruselská fontána akademického sochaře Jana Kavana, která byla součástí československého pavilonu na Světové výstavě v roce 1958 v Bruselu.
Dům byl z iniciativy manželky ředitele lázní Marie Calmy Veselé pojmenován po hudebním skladateli Bedřichu Smetanovi. Při příležitosti 25. výročí jeho úmrtí byl dům 1. srpna 1909 slavnostně otevřen, ale ještě následující rok probíhala výzdoba interiéru. Ve vstupní hale je Smetanova busta od sochaře V. Maška. Bustu sem věnoval mecenáš Osvald Životský a odhalila ji Smetanova vnučka Daniela Heydušková. Roku 1908 v Luhačovicích zemřela Smetanova druhá manželka Bettina a je pochována na místním hřbitově. Je po ní pojmenována také jedna z luhačovických ulic. V Luhačovicích pak žila Smetanova dcera Zdeňka (1861–1936) a vnučka Daniela (1894–1965) a vlastnily zde vilu Žofín, kterou rodina koupila od malíře Františka Pečinky.
Dům Bedřicha Smetany sloužil jako důležitá součást televizního seriálu z roku 2017 Četníci z Luhačovic. Tvůrci ho přejmenovali na fiktivní hotel Popper.